# Juan José Chaparro Stivanello
Juan José Chaparro Stivanello, C.M.F. (Colonia Freitas, 22 de julho de 1953), é um bispo católico argentino. É bispo diocesano de Merlo-Moreno.